# 熊本電気鉄道03形電車
熊本電気鉄道03形電車（くまもとでんきてつどう03がたでんしゃ）は熊本電気鉄道が2019年（平成31年）より導入した電車。

## 概要
廃車となった営団03系電車を譲り受けて導入したもので、2021年4月現在、3編成6両が在籍する。
2019年4月4日のデビュー当初は上熊本 - 北熊本間で運行されていたが、2020年3月から藤崎宮前 - 御代志間でも運行されている。

## 改造内容
熊本電気鉄道各路線の架線電圧は600Vであることから、降圧をはじめとする様々な改造が施された。
種車の両先頭車は制御付随車であるため、御代志寄りに連結される車両を制御電動車に電装し、藤崎宮前寄りの制御付随車と1M1Tの編成を組む。電装化にあたって、01形と同等のIGBT素子VVVFインバータ制御装置や、2基のシングルアーム式パンタグラフを新設した。冷房機器も屋根上スペースや架線電圧の兼ね合いで更新されている。また他形式同様、レシップ製液晶ディスプレイ・運賃箱や、整理券発行機、後方確認用のミラー、発車ベルなどといったワンマン運転に必要な各種機器も搭載した。
運転台は、マスコンを改造前の縦横軸ツインレバー型のものから、両手ワンハンドルマスコン型に交換した。これは、ワンマン運転対応機器スペース捻出のために車両制御情報管理装置（TIS）を撤去した際、マスコンを交換する必要があったことによる。
車内に大きな変化は無いが、各車両車端部3位側の4人掛けシートが廃され、車椅子スペースが編成中2か所整備された。乗降用ドア上の旅客情報案内装置は路線図によって埋め込まれ、中吊り広告や車両間の貫通扉も撤去された。ドアチャイムは熊本電鉄仕様のものへ交換された。
車両の外観について、東京メトロのロゴが貼られていた箇所には、それに合わせたデザインの熊本電鉄社章が01形と同様に貼られた。行先表示器は種車の3色LED式を流用した。
2023年10月、03-131Fにピンク下地の車体に熊本県PRマスコットキャラクター「くまモン」のラッピングが施された。

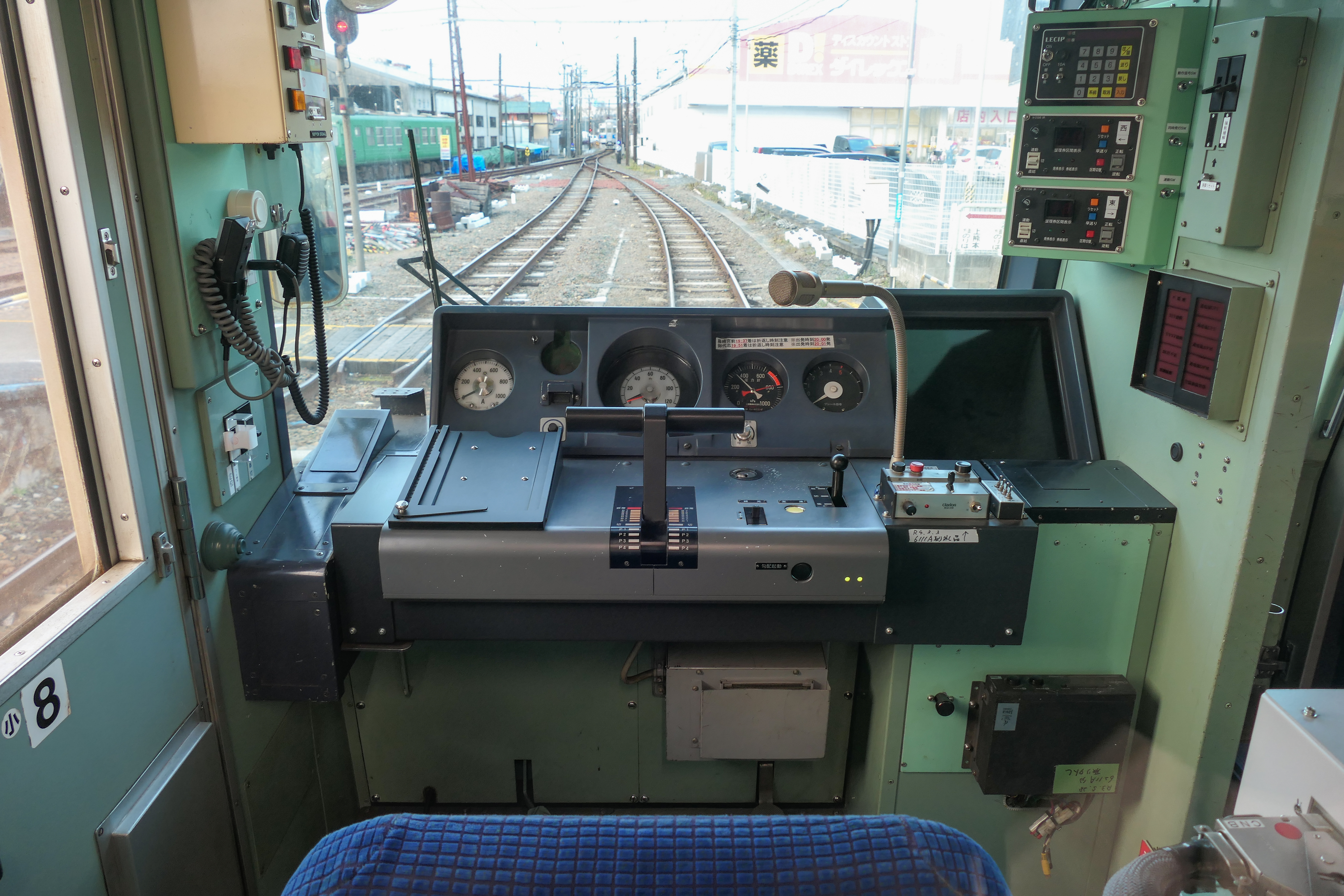
運転台
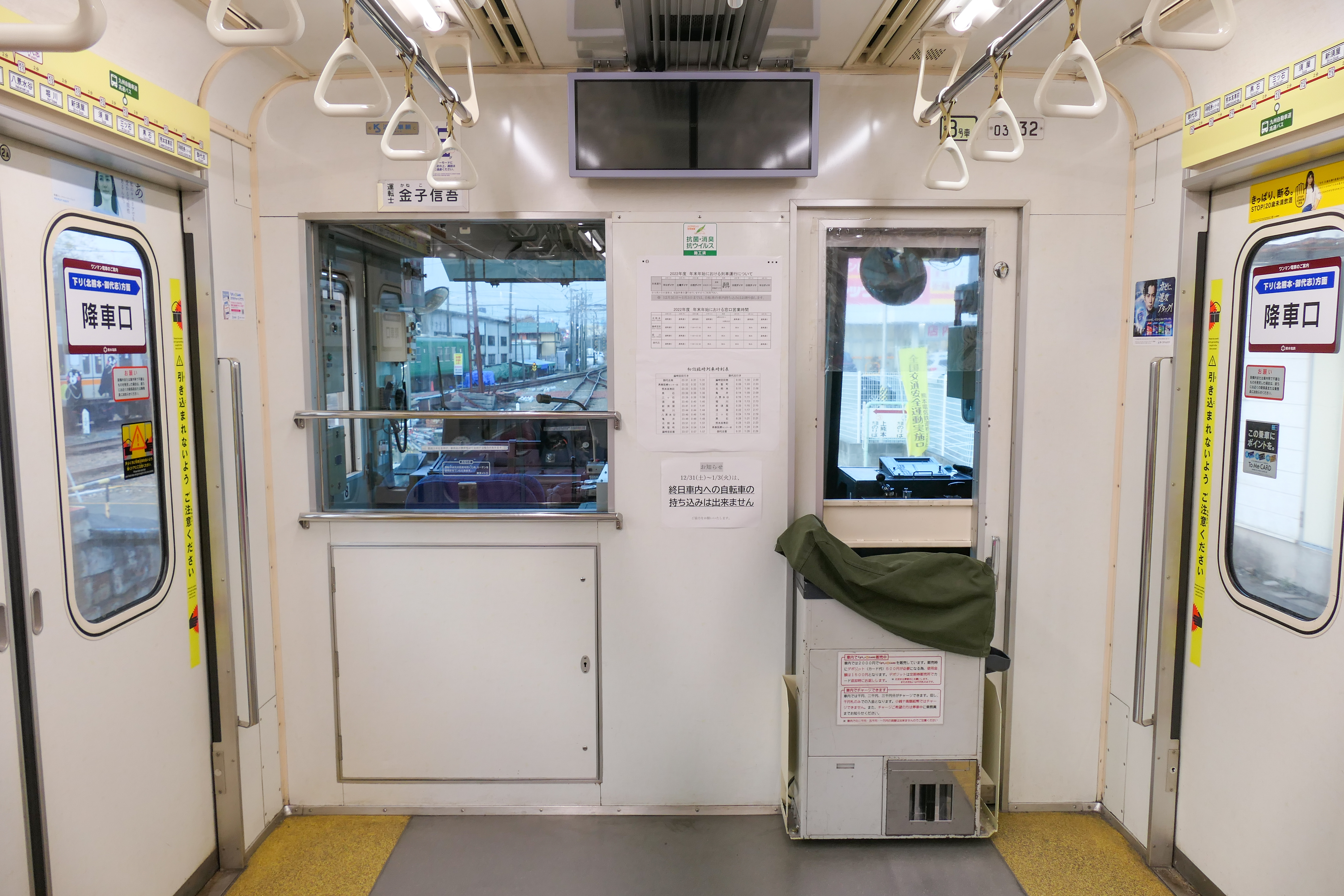
乗務員室背面
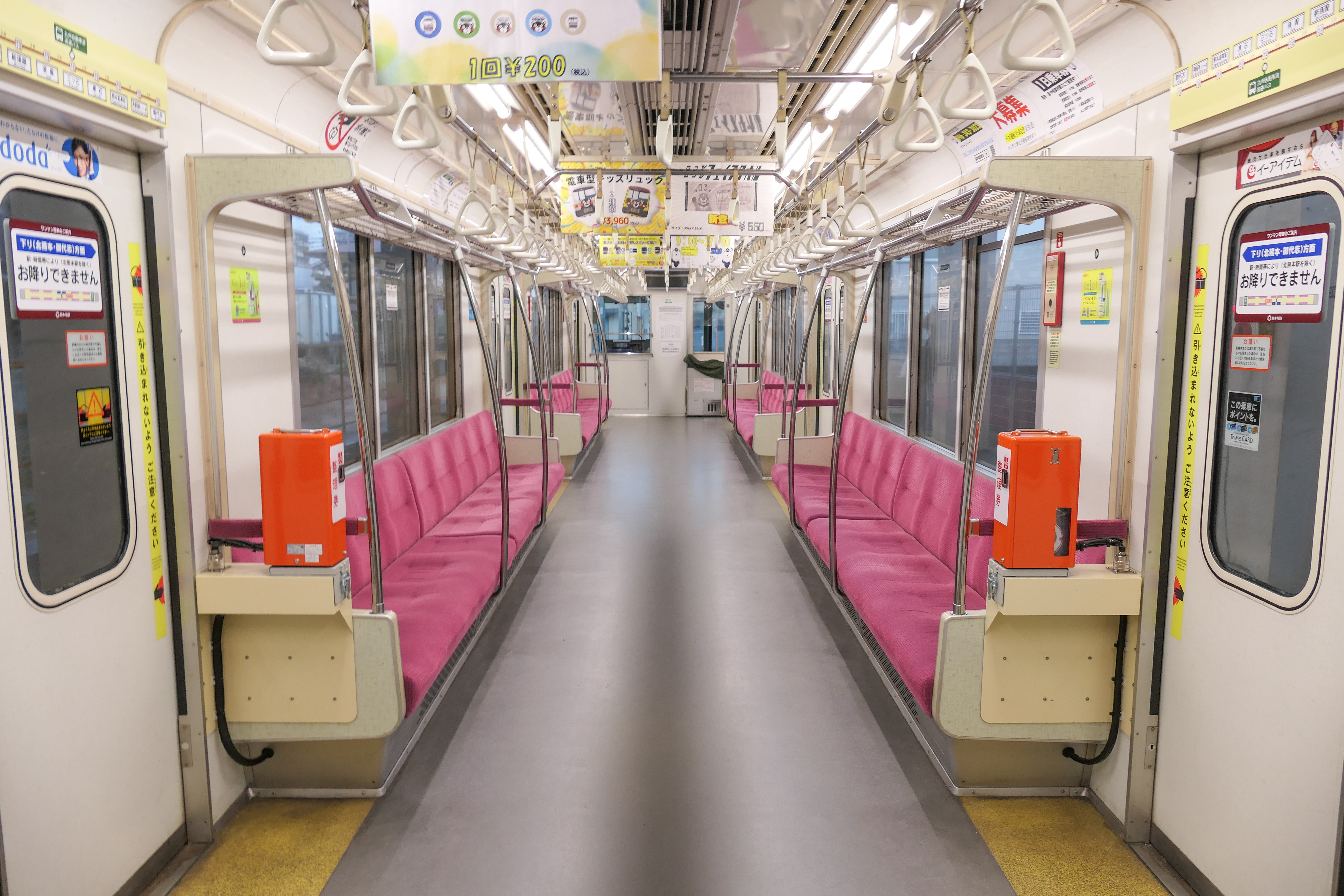
整理券発行機が設置された車内
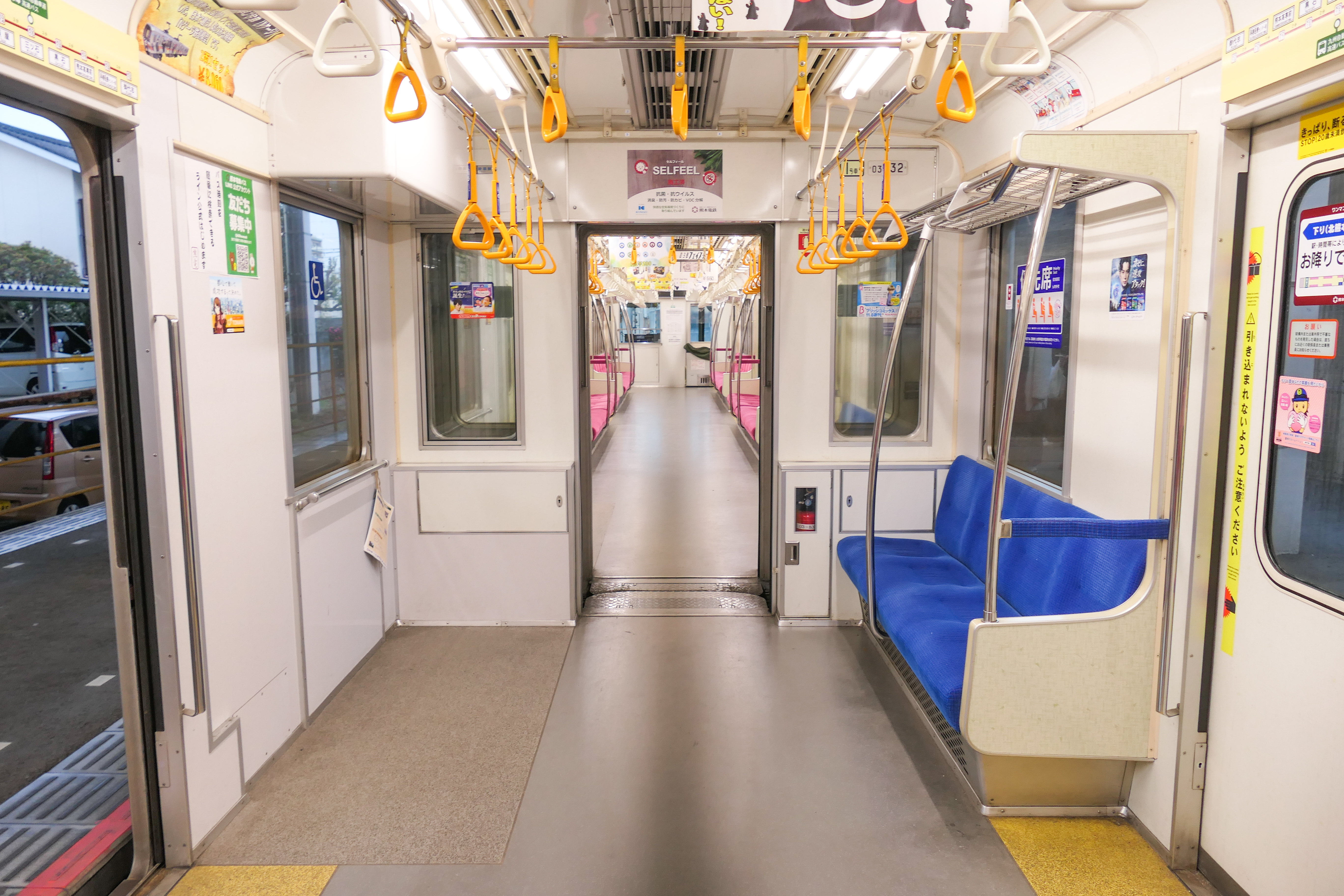
優先席と車椅子スペース
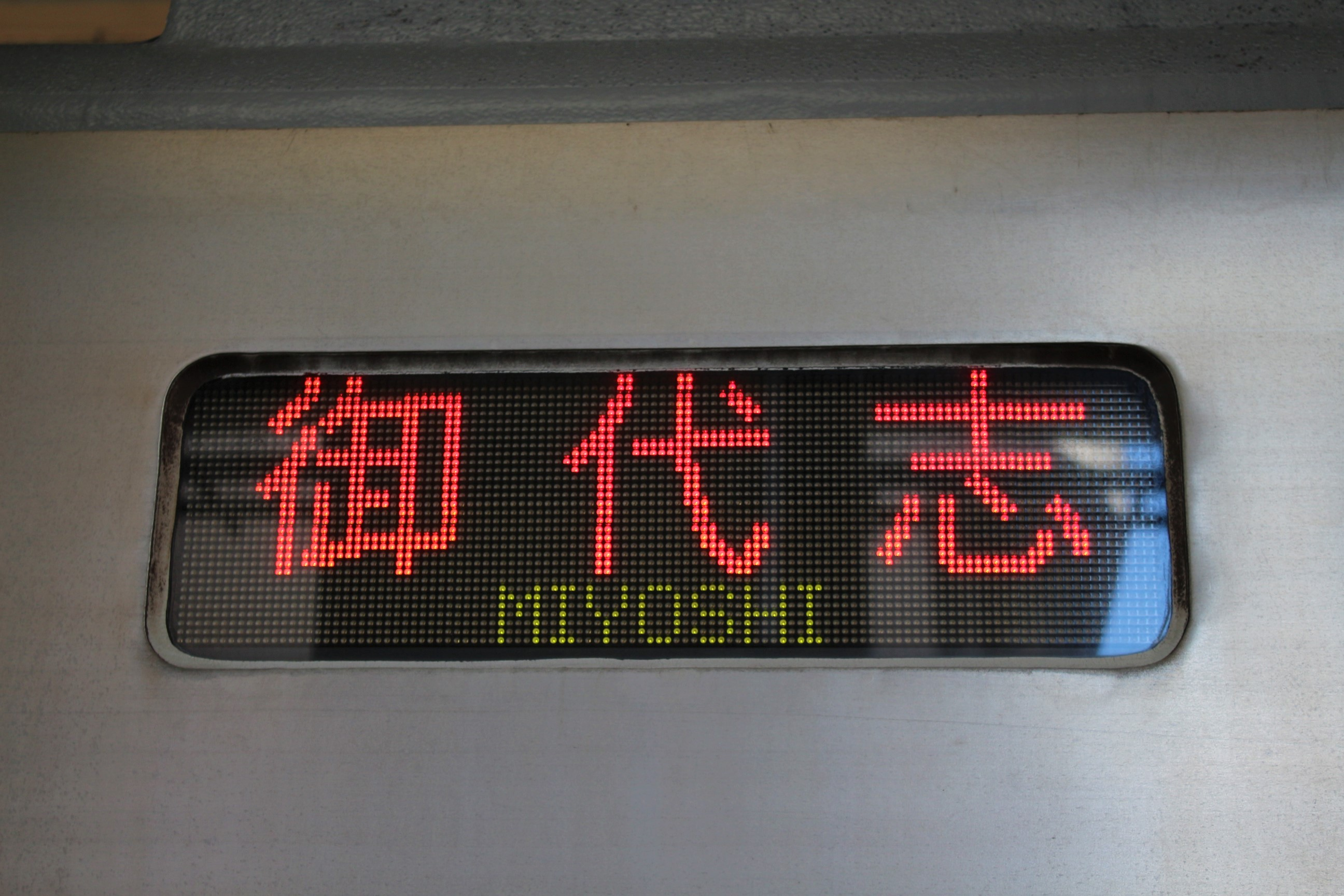
LED式行先表示器

## 編成別概説

### 03-131+03-831
2018年7月30日付で東京メトロにおいて廃車、2019年3月15日付で再入籍、2019年4月4日に上熊本 - 北熊本間で営業運転を開始した。スカートは、営業運転開始当時には非装着であったが、同年7月26日に取り付けられた。2023年10月からピンク色のくまモンラッピングが施されている。

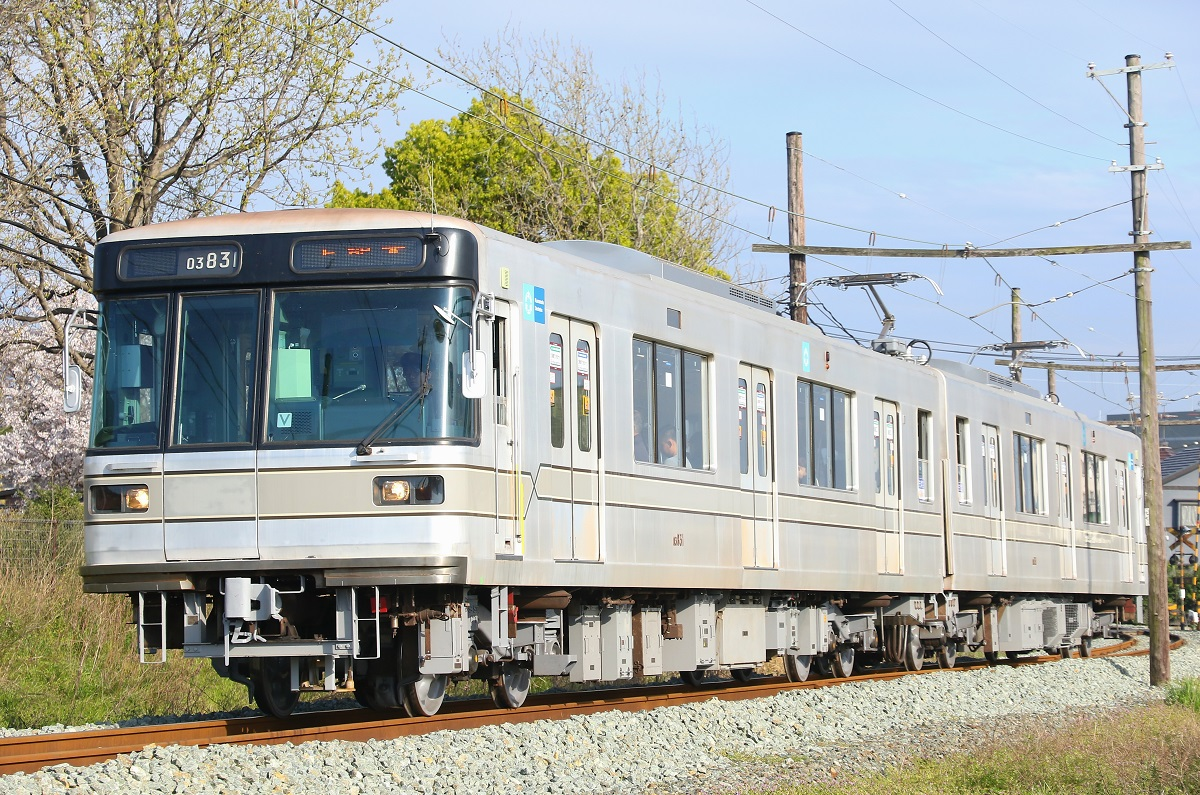
導入直後の僅かな期間のみ見られた、スカート非装着の03形（2019年4月 打越駅）
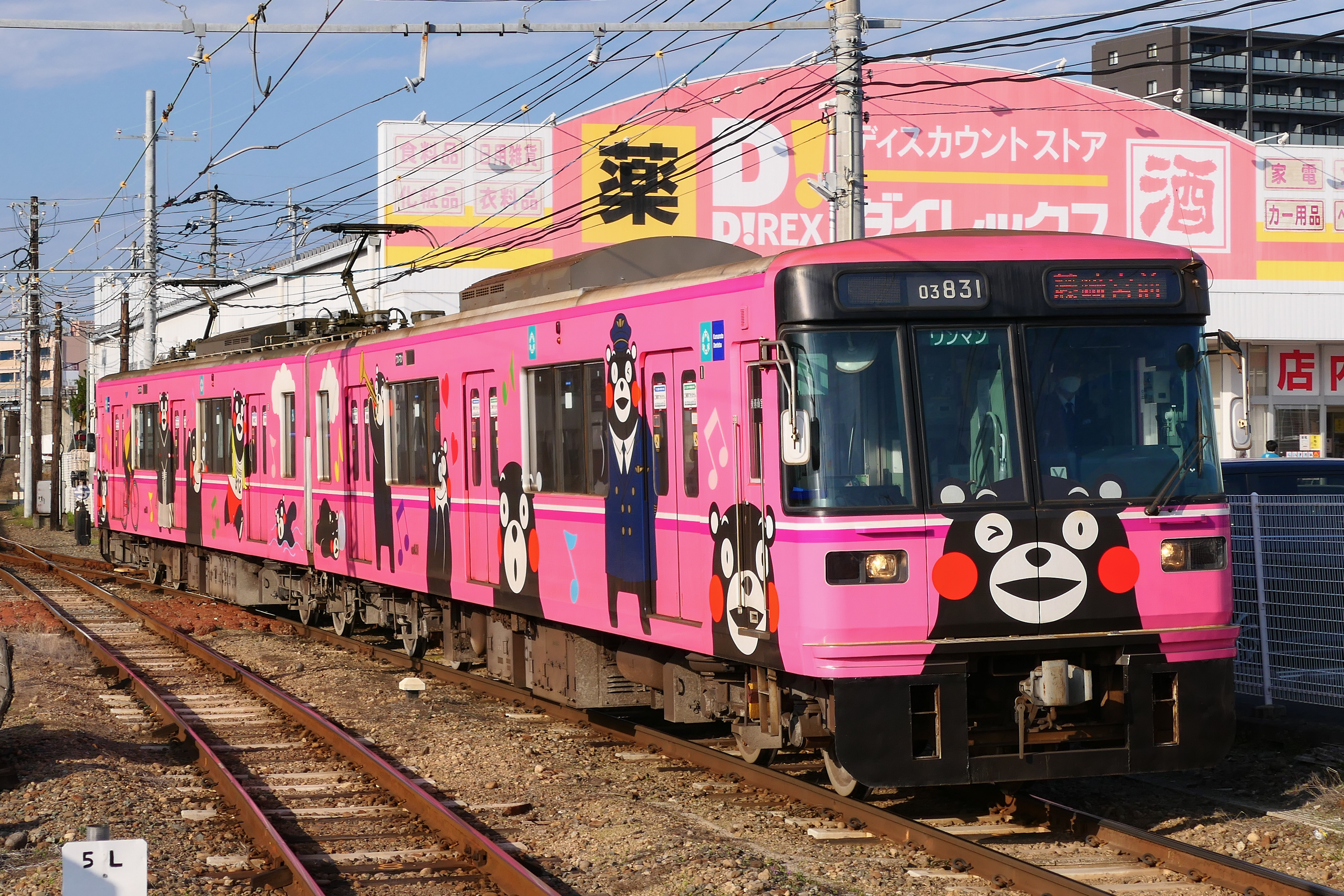
くまモンラッピングが施された03形 （2024年2月 北熊本駅）

### 03-137+03-837
2018年5月21日付で東京メトロにおいて廃車、2020年2月13日に西鉄筑紫工場から熊本電鉄北熊本車庫へ陸送された。2020年4月27日から営業運転に入っている。

### 03-132+03-832
2018年12月11日付で東京メトロにおいて廃車、2021年3月8日付で再入籍。また、この編成をもって03形の導入は完了し、同年3月7日には3編成を並べての記念撮影会も行われた。5月10日より営業運転に入っている。
編成表 
| ← 御代志藤崎宮前/上熊本 → |        |                          |
| Mc                        | Tc     | 種車の 車体製造 メーカー |
| 03-131                    | 03-831 | 東急車輛製造             |
| 03-137                    | 03-837 | 東急車輛製造             |
| 03-132                    | 03-832 | 近畿車輛                 |

パンタグラフは御代志側（Mc）に2基搭載。車番は東京メトロ時代から変更されていない。